# 라키산
라키산(아이슬란드어: Lakagígar)은 아이슬란드 남부의 단성화산이다.
라키산은 그림스뵈튼 화산, 엘드갸 단층, 카틀라 화산 등과 함께 화산대를 구성하고 있다.
934년에 대규모 분화가 있었다. 1783년의 분화에서는 대량의 용암과 화산재가 발생했다.

## 934년의 분화
934년, 대규모의 분화가 발생하여, 19.6 km3의 현무암 용암이 분출하여, 엘드갸 단층의 일부가 되었다. 이것은 인류 역사상에 있어서도 큰 분화중 일부에 속한다.

## 1783년의 분화
1783년 6월 8일, 지하수가 마그마에 맞닿아 수증기 폭발이 발생하여, 130개의 화구가 탄생했다.
화산 폭발 지수 6에 달하는 분화였으며, 인류가 목격한 사상 최다의 용암 분출 사례이다. 이당시 12세제곱킬로미터의 용암이 분출하여, 사상 최대의 용암 분출을 기록하였다. 아이슬란드의 남쪽 지역의 절반을 뒤덮었으며, 화산가스가 퍼져 유럽의 많은 사람들이 사망하였다. 아이슬란드에서도 화산가스로 인해 사람들이 죽거나, 가축의 3/4이 몰살당하였다. 라키산은 그 이후에 1784년에 다시 분화한 후, 지금은 분화를 멈췄다.

### 유럽에의 영향
라키 화산의 영향은, 그 후 수년간에 걸쳐 유럽에 기상이변을 불러일으켰다. 프랑스에서는 그 영향으로, 1785년부터 수년 연속으로 식량 부족이 발생했다. 그 원인은, 노동자 수의 감소, 한발, 겨울과 여름의 악천후 등이었다. 1788년에는 맹렬한 폭풍이 일어나, 농작물이 큰 피해를 입었다. 이에 의해 발생한 빈곤과 기근은, 1789년의 프랑스 혁명의 큰 원인의 하나가 되었다.

### 북아메리카에의 영향
1784년 겨울은 긴 추위가 계속되었다. 뉴잉글랜드에서는 폭설이 내렸고, 체사피크 만에서는 빙점 아래의 날씨가 기록적으로 이어졌다.

### 기타 지역에의 영향
아프리카에서는 몬순의 영향력이 약해지고, 중부 사헬에서는 하루 강우량이 1~3mm감소했다. 같은 시기 일본의 덴메이 대기근의 원인이 되었을 가능성도 있다.

## 같이 보기
- 덴메이 대기근
- 프랑스 혁명